# دنیز گلازر
دُنیز گلازر (به فرانسوی: Denise Glaser) (زادهٔ ۳۰ نوامبر ۱۹۲۰ در آراس و درگذشته ۶ ژوئن ۱۹۸۳در پاریس) مجری تلویزیون و تهیه‌کننده زن فرانسوی است.

## زندگی‌نامه
دُنیز گلازر در یک خانوادهٔ بزاز یهودی در شهر آراس به دنیا آمد. پدرش روژه گلازر که در جنگ جهانی اول به شدت مجروح شده بود، دارندهٔ نشان افتخار صلیب نظامی ۱۹۱۴-۱۹۱۸ (فرانسه) بود. دنیز در جنگ جهانی دوم به دلیل یهودی بودن به شهر کلرمون-فران پناهنده شد و به «شبکهٔ جنبش ملی علیه نژادپرستی» (MNCR) پیوست. در پایان جنگ به حرفهٔ روزنامه‌نگاری رو آورد. در ۱۹۴۸ پس از آشنایی با بوریس ویان و ژاک کانتی وارد فعالیت‌های رادیو و تلویزیونی شد.
دنیز گلازر در ۱۹۵۹ مجری برنامهٔ تلویزیونی مشهور دیسکوراما (Discorama) شد که اختصاص به معرفی خوانندگان، آهنگسازان و هنرپیشه‌های تئاتر و سینما داشت. خیلی از چهره‌های سرشناس فرانسه نظیر باربارا (خواننده)، سرژ گنزبور، ژاک برل، ژرژ موستاکی و ماکسیم لو فورستیه شهرت خود را مدیون دعوت دنیز گلازر و حضور در برنامهٔ دیسکوراما وی هستند.
او در ۷ ژوئن ۱۹۸۳ بر اثر سرطان ریه در پاریس درگذشت و در گورستان یهودیان سَن‌روش (Cimetière Saint-Roch) واقع در شهر والانسین به خاک سپرده شد. در ۲۰۱۴، خیابانی در همین شهر به یاد او نامگذاری شده‌است.
کلمب اشنک در سال ۲۰۱۰، با انتشار رمان خواندنی زن سلبریتی (Une Femme célèbre) نام او را دوباره در اذهان عمومی زنده کرد. این کتاب که «جایزهٔ ادبی آنا دو نوآی» (Prix Anna-de-Noailles) را برای نویسنده به همراه آورد و به فروش خیلی بالایی دست یافت، در واقع گوشه‌هایی از زندگی پر فراز و نشیب دنیز گلازر را شرح می‌دهد.